# イクスピアリ (企業)
株式会社イクスピアリ（英語: IKSPIARI Co., Ltd.）とは、千葉県浦安市舞浜にあるオリエンタルランドの連結子会社であり、イクスピアリなどを運営する。また、京成グループの企業でもある。

## 沿革
- 1999年（平成11年）3月4日 - オリエンタルランド開発事業部から独立し、同社の100％出資子会社として、千葉県浦安市舞浜35-1に設立。
この間に本社所在地が、浦安市舞浜1-4となる。
- 2000年（平成12年）7月 - イクスピアリを開業。
- 2002年（平成14年）9月 - 丸の内ビルディングに「アルキメデス・スパイラル 丸の内」を出店。
- 2003年（平成15年）4月 - アイガーデンエアに「ピッタ ゼロゼロ 飯田橋店」を出店。
- 2003年（平成15年）10月 - 玉川高島屋ショッピングセンターに「レジデンツ バイ アルキメデス・スパイラル 玉川高島屋S・C店」を出店。
- 2006年（平成18年）9月 - 六本木ヒルズに「レジデンツ バイ アルキメデス・スパイラル 六本木ヒルズ店」を出店。
- 2007年（平成19年）3月 - 東京ミッドタウンに「5th Alley Studio」を出店。
- 2008年（平成20年）3月7日 - 新宿ルミネ1に「アルキメデス・スパイラル 新宿」を出店。
- 2008年（平成20年）9月 - イオンレイクタウンKAZEに「フォレッティ・ジェルッタ 越谷レイクタウン店」を出店。